# 红拟眶棘鲈
红拟眶棘鲈（学名：Parascolopsis eriomma），又稱寬帶副眶棘鱸、紅赤尾冬、寬帶副眶棘鱸、紅尾冬仔、紅奇黑仔、紅哥里、海鯽仔、海鮘仔，為輻鰭魚綱鱸形目金線魚科的其中一個種。

## 分布
本魚分布於印度西太平洋區，包括東非、紅海、馬達加斯加、模里西斯、留尼旺、葛摩、馬爾地夫、塞席爾群島、波斯灣、斯里蘭卡、印度、阿拉伯海、巴基斯坦、安達曼海、泰國、馬來西亞、琉球群島、台灣、中國南海、菲律賓、印尼、越南、澳洲西北部等海域。

## 深度
水深25至246公尺。

## 特徵
本魚體色並不一致，黃色或緋紅色不均勻分布，第一鰓弧下枝鰓耙11至12枚，前鰓蓋骨突出緣無鱗。尾鰭外緣黃色，腹部白色，腹鰭、臀鰭白色。背鰭硬棘10枚、軟條9枚；臀鰭硬棘3枚、軟條9枚。側線鱗片數36枚。體長可達32公分。

## 生態
本魚一般多單獨行動或三五成群，棲息在沙底質海域，主要以甲殼類和其他魚類為食。

## 經濟利用
外觀十分豔麗，但棲息深度較深，不一生擒幼魚，以供飼養。可食用，烹調時先用油炙，以除去多餘的水分，煮熟後，再用大蒜、蔥、辣椒醬油沾食。